# Neuerburg
Neuerburg (Neierbuerg et Neierbreg en Luxembourgeois) est une ville allemande située dans le land de Rhénanie-Palatinat et l'arrondissement d'Eifel-Bitburg-Prüm.